# 田邊賢輔
田邊 賢輔（たなべ けんすけ、1963年1月26日 - ）は、日本のゲームクリエイター、任天堂企画開発本部統括。大阪府出身。血液型はA型。

## 略歴
映像関係の仕事に興味を持ち、大阪芸術大学芸術学部映像学科に入学。
大学卒業後の1986年に任天堂に入社。当初は情報開発部（後の情報開発本部）に所属し、宮本茂のもとでゲーム開発に携わる。最初に手がけたゲームは『ふぁみこんむかし話 新・鬼ヶ島』（ファミコンディスクシステム）で、ゼルダの伝説シリーズにおいては、シナリオまで含めた演出を担当する。
その後、しばらく出社しない状況に陥った所、「外注作品を担当してみたらどうか」と持ちかけられ、以降は外注担当のクリエイターとして活動する。
2004年に新設された企画開発本部へ異動。第3グループで外注作品のプロデューサーを数多く務めている。

外注の担当は、レトロスタジオ（『メトロイドプライム』シリーズ）やネクストレベルゲームズ（『マリオストライカーズ』シリーズなど）など海外のメーカーや、スキップ（『ちびロボ!』シリーズなど）やバンプール（『もぎたてチンクルのばら色ルッピーランド』とその系譜）など、癖の強い特殊なゲームソフトを作る会社の作品に携わることが多い。

田邊自身も、「外注作品で自社の大作に対して勝つことはできないので、それならば任天堂らしさよりも、それまで無かったような斬新さを売りにしたゲームを作っていこうと思っている」という旨の発言をしている。
企画から発売まで12年以上かかった『MOTHER3』には、糸井重里、酒井省吾とともに企画開始当初から関わっており、任天堂側の中心人物としては唯一である。NINTENDO 64からゲームボーイアドバンスにかけて開発元やスタッフが変更されたが、上記のように田邊は外注担当であるため企画開発本部第3グループの代表として参加し続けることとなり、開発の主導的役割を果たした。

## 人物
現在の仕事分野に興味を持たせたのは手塚治虫だと答えている。
ゲーム製作者でありながら、ゲームはほとんどしない。好きなものはギターと洋楽。
映像作品はヒーローものが好きで、『ちびロボ!』ではガッチャマンのオマージュとして「ギッチョマン」を作ってもらった、『キャプテン★レインボー』では主人公の変身ポーズを自身がプロデューズした、といったエピソードも存在する。

## 作品
- マリオシリーズ
  - スーパーマリオブラザーズ3：マップデザイン
  - スーパーマリオRPG：シナリオアドバイス
  - スーパーマリオアドバンス：監修
  - ペーパーマリオシリーズ
    - ペーパーマリオRPG：監修
    - スーパーペーパーマリオ：プロデュース
    - ペーパーマリオ スーパーシール：プロデュース
    - ペーパーマリオ カラースプラッシュ：プロデュース
    - ペーパーマリオ オリガミキング：プロデュース

  - マリオストライカーズシリーズ
    - スーパーマリオストライカーズ：プロデュース
    - マリオストライカーズ チャージド：プロデュース

  - マリオvs.ドンキーコングシリーズ
    - マリオvs.ドンキーコング2 ミニミニ大行進!：プロデュース
    - マリオvs.ドンキーコング ミニミニ再行進!：プロデュース
    - マリオvs.ドンキーコング 突撃!ミニランド：プロデュース
    - マリオ AND ドンキーコング ミニミニカーニバル：プロデュース
    - マリオvs.ドンキーコング みんなでミニランド：監修
    - ミニマリオ & フレンズ amiiboチャレンジ：プロデュース

  - ルイージマンションシリーズ
    - ルイージマンション2: スペシャルアドバイス
    - ルイージマンション（ニンテンドー3DS版）: プロデューサー
    - ルイージマンション3: プロデューサー

  - マリオ&ルイージRPG ペーパーマリオMIX：監修
- ドンキーコングシリーズ
  - スーパードンキーコング：ローカライズ
  - スーパードンキーコング3（GBA版）：プロデュース
  - ドンキーコング リターンズ：プロデュース
  - ドンキーコング リターンズ 3D：プロデュース
  - ドンキーコング トロピカルフリーズ：プロデュース
- メイド イン ワリオシリーズ
  - ゲーム&ワリオ：ミニゲームディレクション：「アシュリー」「アイランド」を担当（田端里沙と共同）
  - メイド イン ワリオ ゴージャス：プロデュース
  - おすそわける メイド イン ワリオ：プロデュース（共同）
- ゼルダの伝説シリーズ
  - ゼルダの伝説 神々のトライフォース：スクリプト
  - ゼルダの伝説 夢をみる島：スクリプト（小泉歓晃と共同）
  - ゼルダの伝説 時のオカリナ：スクリプトサポート
  - もぎたてチンクルのばら色ルッピーランド：プロデュース
  - いろづきチンクルの恋のバルーントリップ：プロデュース
- 星のカービィシリーズ
  - カービィボウル：マップデザイン（下村真一と共同）
  - 星のカービィ2：マップデザイン（下村真一と共同）
  - カービィのブロックボール：監修
  - 星のカービィ スーパーデラックス：アドバイス
  - 星のカービィ64：マネージメント補佐
  - タッチ!カービィ：プロデュース
  - 星のカービィ 参上!ドロッチェ団：プロデュース
  - 星のカービィ ウルトラスーパーデラックス：プロデュース
  - あつめて!カービィ：シニアプロデューサー
  - 星のカービィ 20周年スペシャルコレクション：プロデュース
  - タッチ!カービィ スーパーレインボー：プロデュース
- ポケットモンスターシリーズ
  - ポケモンスタジアム：バトルディレクション（菱田達也と共同）
  - ポケモンスナップ：監修
- とっとこハム太郎シリーズ
  - とっとこハム太郎2：アドバイス
  - とっとこハム太郎3：アドバイス
  - とっとこハム太郎4：アドバイス
- メトロイドシリーズ
  - メトロイドプライム：共同プロデュース
  - メトロイドプライム2 ダークエコーズ：プロデュース（三木研次と共同）
  - メトロイドプライム ピンボール：プロデュース
  - メトロイドプライム ハンターズ：プロデュース
  - メトロイドプライム3 コラプション：プロデュース
  - メトロイドプライム フェデレーションフォース：プロデュース
  - メトロイドプライム4 ビヨンド：プロデュース
- ちびロボ!シリーズ
  - ちびロボ!：プロデュース
  - 咲かせて!ちびロボ!：プロデュース
  - おかえり!ちびロボ! ハッピーリッチー大そうじ!：プロデュース
  - 実写でちびロボ!：プロデュース
  - なげなわアクション!ぐるぐる!ちびロボ!：プロデュース
- ファミコンウォーズシリーズ
  - 突撃!!ファミコンウォーズ：プロデュース
  - 突撃!!ファミコンウォーズVS：プロデュース
- 大乱闘スマッシュブラザーズシリーズ
  - 大乱闘スマッシュブラザーズX：プロデュース
  - 大乱闘スマッシュブラザーズ for Nintendo 3DS / Wii U：監修
- 絵心教室シリーズ
  - わりと本格的 絵心教室：プロデュース（寺崎啓祐と共同）
  - 絵心教室DS：プロデュース（寺崎啓祐と共同）
  - 新 絵心教室：プロデュース（寺崎啓祐と共同）
- ザ・ローリング・ウエスタンシリーズ
  - ザ・ローリング・ウエスタン：プロデュース
  - ザ・ローリング・ウエスタン 最後の用心棒：プロデュース
  - ザ・デッドヒートブレイカーズ：プロデュース
- その他
  - ふぁみこんむかし話 新・鬼ヶ島
  - 夢工場ドキドキパニック：ディレクション、コースデザイン
  - ワイルドトラックス：マップデザイン
  - スター・ウォーズ 帝国の影：日本語翻訳
  - マジカルバケーション：アドバイス
    - マジカルバケーション 5つの星がならぶとき：プロデュース（亀岡慎一と共同）

  - 動物番長：監修
  - エターナルダークネス：監修
  - ギフトピア：監修
  - スターフォックス アサルト：プロジェクトマネージメント
  - Geist：プロデュース（紺野秀樹と共同）
  - MOTHER3：プロデュース（亀岡慎一と共同）
  - bit Generationsシリーズ：プロデュース
  - 激闘!カスタムロボ：プロデュース
  - エキサイトトラック：プロデュース
    - エキサイト猛マシン：プロデュース

  - シータ：プロデュース
  - キャプテン★レインボー：プロデュース
  - あそべる絵本 とびだスゴロク!：プロデュース
  - 立体ピクロス：プロデュース
  - PUNCH-OUT!!（Wii）：プロデュース
  - ロックンロールクライマー：プロデュース
  - エキサイトバイク ワールドレース：プロデュース
  - パイロットウイングス リゾート：プロデュース
  - いきものづくり クリエイトーイ：プロデュース
    - 大盛り! いきものづくり クリエイトーイ：プロデュース

  - 引ク押ス：プロデュース
    - 引ク落ツ：プロデュース

  - ひらり 桜侍：プロデュース（岡村峰子と共同）
  - 任天童子：プロデュース（岡村峰子と共同）